# Štrbské Pleso

Štrbské Pleso är en skid- och kurort i Vysoké Tatry i Slovakien. Sedan 1948 tillhör den Vysoké Tatry. Under 1970-talet moderniserades orten, med flera hotell och modernare skidanläggningar och har flera gånger arrangerat världscupen i längdskidor.